# Щербіна Олег Володимирович
Щербіна Олег Володимирович  (нар. 27 серпня 1961, м. Горлівка Донецької області) — лікар, науковець у галузі ядерної медицини, педагог, доктор медичних наук (2005 р.), професор (2007 р.).

## Біографія
Щербіна Олег Володимирович в 1988 році з відзнакою закінчив лікувальний факультет Харківського медичного інституту за спеціальністю «лікувальна справа». Після закінчення інституту навчався в інтернатурі за фахом «Рентгенологія». В 1989—1992 роках працював лікарем-радіологом Сумського обласного онкологічного диспансеру. З 1992 року трудова діяльність професора Щербіни О. В. пов'язана з Національної медичної академії післядипломної освіти ім. П. Л. Шупика. В 1992—1994 роках навчався в клінічній ординатурі на кафедрі радіології академії, в 1994—1997 роках — в аспірантурі. В 1996 році захистив дисертацію на здобуття наукового ступеня кандидата медичних наук на тему: «Лімфосцинтиграфія в діагностиці реґіонарних метастазів гермінативних пухлин яєчка». Після захисту дисертації працював старшим науковим співробітником групи Центральної науково-дослідної лабораторії при кафедрі радіології, асистентом, доцентом кафедри. В 2005 році захистив дисертацію на здобуття наукового ступеня доктора медичних наук на тему: «Променева діагностика раку передміхурової залози, реґіонарних, віддалених метастазів та оцінка ефективності лікування» (наукові консультанти: доктор медичних наук, професор, Заслужений діяч науки і техніки України Д. С. Мечев та доктор медичних наук, професор В. С. Сакало). В 2006 році обраний на конкурсній основі на посаду професора кафедри радіології Національної медичної академії післядипломної освіти ім. П. Л. Шупика. В 2007 році професору Щербіні О. В. присвоєно вчене звання професора. З 2016 року — завідувач кафедри радіології академії. В 2018 році кафедру радіології перейменовано на кафедру ядерної медицини, радіаційної онкології та радіаційної безпеки.

## Науково-педагогічна діяльність
Досвідчений науково-педагогічний працівник, на високому методичному рівні читає лекції, проводить практичні та семінарські заняття для інтернів та слухачів циклів спеціалізації, передатестаційних циклів та циклів тематичного удосконалення. Під його керівництвом розроблені навчальні плани та програми циклів спеціалізації та передатестаційних циклів зі спеціальностей «Радіологія», «Радіонуклідна діагностика», «Променева терапія», «Радіаційна гігієна», затверджені Міністерством охорони здоров'я України. Кафедра є опорною за 4 спеціальностями — «Радіологія», «Радіонуклідна діагностика», «Променева терапія», «Радіаційна гігієна». Як завідувач опорної кафедри радіології, проводить наради з завідувачами однопрофільних кафедр, докладає чимало зусиль щодо підвищення якості післядипломної освіти радіологів та наближення її до вимог Євросоюзу.
Професор Щербіна О. В. є висококваліфікованим лікарем, має вищу кваліфікаційну категорію. Досконало володіє новітньою ядерно-медичною апаратурою. Впроваджує в медичну практику нові методики ядерної медицини, консультує хворих. Брав активну участь у розробці, медичних випробуваннях та впровадженні в клінічну практику першого вітчизняного однофотонного емісійного комп'ютерного томографа та в створенні для нього базового програмного забезпечення та пакета прикладних клінічних програм.
Сфери наукових інтересів: ядерна медицина, ефективний вибір діагностичних зображень в медичній практиці, променева діагностика в онкоурології. Автор понад 350 наукових праць, зокрема національного керівництва для лікарів, які направляють пацієнтів на радіологічні дослідження, монографії, 4 навчальних посібників, 3 методичних рекомендацій. Співавтор 1 патента на винахід та 14 патентів на корисну модель.
Завідувач кафедри разом з профільними асоціаціями та науковими товариствами щорічно організовує Національний конгрес з міжнародною участю «Радіологія в Україні», з’їзди, науково-практичні конференції, семінари з питань ядерної медицини та радіаційної онкології. На міжнародному рівні кафедрою здійснюються зв’язки: з Європейським товариством радіологів (ESR), Товариством радіологів Північної Америки (RSNA), Європейською асоціацією ядерної медицини (EANM), Європейським товариством радіаційних онкологів (ESTRO). В 2017 р. кафедра та Асоціація радіологів України організували та провели Європейську школу радіології “Візуалізація в онкології”. Європейська школа радіології вперше проходила в Україні (м. Київ) як освітній захід для українських радіологів в рамках підтримки Європейського товариства радіологів.
Щербіна О.В. бере активну участь у громадській роботі. В 1994 – 1998 роках – Голова молодих радіологів України. Член Президії Українського товариства фахівців з ядерної медицини. 
Член Вченої ради факультету підвищення кваліфікації викладачів та Вченої ради НМАПО імені П.Л. Шупика. Заступник голови спеціалізованої вченої ради при Національній медичній академії післядипломної освіти імені П.Л. Шупика з захисту докторських дисертацій за спеціальністю 14.01.23 – променева діагностика та променева терапія. Член спеціалізованої вченої ради при Національному інституті раку з захисту докторських дисертацій за спеціальностями 14.01.23 – променева діагностика та променева терапія і 14.01.07 – онкологія. Член експертної проблемної комісії НМАПО імені П.Л. Шупика. Заступник головного редактора журналу «Радіологічний вісник», член редакційної колегії журналів «Лучевая диагностика. Лучевая терапия», «Променева діагностика, променева терапія».

## Основні наукові праці
- «Радіоімунологічний аналіз в онкології: методичні рекомендації» (2002).
- «Простатический специфический антиген в диагностике рака предстательной железы: методические рекомендации» (2002).
- «Сучасні принципи лікування раку передміхурової залози. Роль антиандрогенів: методичні рекомендації» (2002).
- «Променева діагностика раку передміхурової залози: монографія» (2003).
- «Променеві методи в діагностиці та оцінці ефективності лікування раку передміхурової залози: навчальний посібник» (2004).
- «Гормони та пухлинні маркери: клініко-методичні аспекти: навчальний посібник» (2007).
- «Радіоімунологічний аналіз в клінічній практиці: навчальний посібник» (2014).
- «Національне керівництво для лікарів, які направляють пацієнтів на радіологічні дослідження» (2016).
- «Актуальні питання радіаційної медицини у практиці сімейного лікаря: навчальний посібник для лікарів-інтернів і лікарів-слухачів закладів (факультетів) післядипломної освіти» (2017).

## Патенти
1. Патент № UA 60192А. Спосіб поєднаної терапії хворих на рак передміхурової залози з множинними метастазами в скелет. Опубліковано 15.09.2003, бюлетень № 9.
2. Патент № UA 69099A. Спосіб поєднаної терапії хворих на рак молочної залози з множинними метастазами в скелет. Опубліковано 16.08.2004, бюлетень № 8.
3. Патент № UA 11377. Спосіб ад'ювантної терапії хворих на рак молочної залози. Опубліковано 15.12.2005, бюлетень № 12.
4. Патент № UA 11383. Спосіб терапії хворих на рак щитовидної залози з множинними метастазами в скелет. Опубліковано 15.12.2005, бюлетень № 12.
5. Патент № UA 34087. Спосіб лікування хворих на рак молочної залози з множинними метастазами в скелет. Опубліковано 25.07.2008, бюлетень № 14.
6. Патент № UA 46368. Спосіб терапії хворих на рак щитовидної залози з множинними метастазами в легені. Опубліковано 25.12.2009, бюлетень № 24.
7. Патент № UA 62739. Спосіб диференціальної діагностики раку та доброякісної гіперплазії передміхурової залози. Опубліковано 12.09.2011, бюлетень № 17.
8. Патент № UA 97212. Спосіб диференціальної діагностики раку та доброякісної гіперплазії передміхурової залози. Опубліковано 10.01.2012, бюлетень № 1.
9. Патент № UA 100474. Спосіб радіонуклідно-медикаменозного лікування хворих на рак передміхурової залози з множинними метастазами в скелет Опубліковано 27.07.2015, бюлетень № 14.
10. Патент № UA 109688. Спосіб радіонуклідно-медикаменозної терапії хворих на рак передміхурової залози з множинними метастазами в скелет Опубліковано 25.08.2016, бюлетень № 16.
11. Патент № UA 109689. Спосіб радіонуклідно-медикаменозного лікування хворих на рак молочної залози з множинними метастазами в скелет в період менопаузи. Опубліковано 25.08.2016, бюлетень № 16.
12. Патент № UA 118896. Спосіб радіонуклідно-медикаментозної терапії хворих на рак передміхурової залози з множинними метастазами в скелет з застосуванням 153Sm-оксабіфору. Опубліковано 28.08.2017, бюлетень № 16.
13. Патент № UA 119799. Спосіб радіонуклідно-медикаментозного лікування хворих на рак молочної залози з множинними метастазами в скелет в період менопаузи з застосуванням 153Sm-оксабіфору. Опубліковано 10.10.2017, бюлетень № 19.
14. Патент № UA 126326. Спосіб триетапного радіонуклідно-медикаментозного лікування хворих на рак молочної залози з множинними метастазами в скелет. Опубліковано 11.06.2018, бюлетень № 11.
15. Патент № UA 126327. Спосіб триетапної радіонуклідно-медикаментозної терапії хворих на рак передміхурової залози з множинними метастазами в скелет. Опубліковано 11.06.2018, бюлетень № 11.